# Relaciones Australia-Uruguay
Las relaciones Australia-Uruguay son las relaciones exteriores entre Australia y Uruguay. Australia está representada en Uruguay a través de su embajada en Buenos Aires (Argentina) y un consulado honorario en Montevideo. Uruguay tiene una embajada en Canberra un consulado general en Sídney y un consulado honorario en todas las capitales de Estado.
Australia y Uruguay comparten interés en el Océano Austral y la pesquería. Ambos países son miembros de pleno derecho del Grupo Cairns y el Convenio para la Conservación de los Recursos Vivos Marinos Antárticos. Varios incidentes se han producido en aguas antárticas con barcos de vela con bandera uruguaya y oficiales australianos.

## Político
El primer cónsul uruguayo llegó a Australia en 1954. Since 1996, Diego L. Payssé is Australia's Honorary Consul in Montevideo.
Ambos países son exportadores agrícolas y abogan por la reducción y reforma de los subsidios agrícolas. En 1970, Uruguay se unió a la International Lana Secretariat, integrada por miembros fundadores, Australia, Nueva Zelanda y Sudáfrica.
En 1998 se firmó un tratado de extradición.
En el período previo a la selección de 2005 del director general de la Organización Mundial de Comercio, Australia rechazó aprobar al candidato uruguayo Carlos Pascual Lamy, a pesar de que los países eran agrícolas Exportar aliados. Los ministros de Relaciones Exteriores de ambos países se reunieron en la ciudad de Nueva York durante una reunión de la Asamblea General de las Naciones Unidas en 2008 y discutieron formas de aumentar los vínculos entre Australia y Uruguay.

### Incidentes de pesca ilegal
En agosto de 2003, el gobierno australiano abordó un presunto buque pesquero ilegal, el "Viarsa I", en aguas antárticas. El buque fue abordado por personal del buque australiano de patrulla aduanera y pesquera "Southern Supporter", respaldado por oficiales armados de la policía de Sudáfrica. Un uruguayo fue detenido y encarcelado por el gobierno australiano. La detención del funcionario causó una brecha entre Australia y Uruguay, que exigió la liberación inmediata del funcionario. El ministro australiano de la pesca Ian Macdonald (político australiano) Ian Macdonald (El político australiano) Ian Macdonald (Ian Macdonald)) demandó que el funcionario junto con el resto del equipo sea cargado bajo ley australiana. Uruguay ordenó a los buques pesqueros a que se enfrentaran a la legislación local, causando una presión sobre las relaciones entre los dos países que cada uno pensaba que el buque debía ser procesado bajo sus propias jurisdicciones. Sin embargo, los dos países declararon que estaban cooperando para resolver sus dificultades.
Cuatro meses después del incidente inicial, el HMAS Warramunga interceptó al maya Maya V en el Océano Austral, a unos 4.000 kilómetros al suroeste de Perth. El primer ministro John Howard ingresó y agradeció a la tripulación por su trabajo en la lucha contra la pesca ilegal diciendo: "Los australianos sienten muy fuertemente que las personas que quieren pescar ilegalmente en nuestras aguas, que quieren saquear nuestros activos, deben ser repelidas y, Apropiado, aprehendido ". Dos altos funcionarios que representan a Uruguay y Australia se reunieron para discutir asuntos relacionados con el incidente del "Maya V". El embajador uruguayo en Australia, Pedro Mo Amaro, dijo en un comunicado en la noticia: "Estamos de acuerdo con todas las medidas que las autoridades australianas han tomado pero no con estas medidas contra la tripulación", continuó diciendo: "Creemos que la tripulación Es inocente - no han cometido ningún delito". La tripulación involucrada más tarde fueron acusados de varias multas y devueltos a Uruguay.

## Economía

Valor mensual de las exportaciones de mercancías uruguayas a Australia (dólar australiano [A $] millones) desde 1988.

Valor mensual de las exportaciones de mercancías australianas a Uruguay (millones de A$) desde 1988.

Las relaciones económicas incluyen la ayuda monetaria entre las dos naciones. En 2015, el comercio bilateral total fue de A $ 29,6 millones y Uruguay se ubicó en el puesto 109 como socio comercial de Australia.
A finales de la década de 1990, las principales exportaciones de Uruguay a Australia eran cuero, pieles, perlas y piedras preciosas y artículos de cuero. En ese período, Australia exportó principalmente lana, hierro, acero y carne a Uruguay. En 2010, Uruguay investigó la posibilidad de importar semen y embriones para revitalizar su industria ovina luego de una fuerte disminución.
La inversión australiana en Uruguay se centra en la minería, la agricultura y el entretenimiento, y se beneficia de la falta de obstáculo para la repatriación de beneficios.
Aunque los eucaliptos son originarios de Australia, constituyen la base para el 80% de la industria forestal uruguaya.

## Militar
A partir de 2012 Australia y Uruguay coprotagonizaron de una serie de talleres sobre la protección de los civiles en las operaciones de mantenimiento de la paz.

## Cultura e inmgración
Los australianos australianos son una minoría étnica en Australia con poblaciones en ciudades australianas más grandes, principalmente Sídney (especialmente Fairfield, Nueva Gales del Sur) y Melbourne. Los primeros inmigrantes de Uruguay vinieron a Australia durante los años 60 durante una época de dificultades políticas y económicas, con números crecientes en los años 70 debido a la dictadura militar cívico-militar de Uruguay con el pico de migración en 1974. En 1981 la población uruguaya en Australia alcanzó casi 9300, luego después de la restauración de la democracia en Uruguay aumentó lentamente a 9715 en 1996. En 1981, el 80% vivía en Nueva Gales del Sur y el 17% en Victoria.
En 2002, el cónsul uruguayo promovió el fútbol en Australia, diciendo que "lo único [que uruguayo y latinoamericano] echa de menos es que este no es un país de fútbol".